# Bergkristall (Renker)
Bergkristall ist ein 1930 erschienener Tagebuchroman von Gustav Renker. Er bildete die Vorlage für Leni Riefenstahls Film Das blaue Licht.

## Handlung
Der Maler Kurt Lüthi, aus dessen Tagebucheinträgen der Roman besteht, lebt in der Großstadt und mietet sich vorübergehend eine Hütte in den Alpen, um Anregungen für seine Kunst zu finden und vor einer unglücklichen Liebesgeschichte zu fliehen. Ein Berg, von dem zu Mitternacht blaues Licht ausströmt, beeindruckt ihn. Er glaubt, dass das Licht von einer Kristallhöhle stammt, die das Mondlicht reflektiert, und geht auf die Suche nach dieser Höhle, um den Bergkristall zu bergen und meistbietend zu verkaufen. Dies soll ihm die Heirat mit seiner Geliebten Liane von Wildt ermöglichen. Im Dorf erzählt man sich jedoch, dass der Geist eines spanischen Abenteurers, der diesen Versuch früher unternommen hat und dabei umgekommen ist, die Höhle hütet. Zudem muss man eine steile Felswand erklimmen, um sich der Höhle zu nähern. Lüthi gibt den Plan daher zunächst auf, das blaue Licht zieht ihn jedoch unwiderstehlich an.
Nach mehreren gescheiterten Versuchen gelingt es Lüthi gemeinsam mit zwei Bergführern und Liane, die Quelle des blauen Lichts zu erreichen. Doch es handelt sich nicht um eine Kristallhöhle, sondern um einen unterirdischen Gletschersee, der durch einen Kamin mit dem Gipfel verbunden ist. Wenn das Mondlicht darauf scheint, entsteht der Lichteffekt. Man ist sich einig, dass dieser Anblick viel wertvoller ist als Geld, und macht sich auf den Rückweg. Liane wird dabei von einem Steinschlag getroffen, kann aber gerettet werden und wird wieder gesund. Die Liebenden entschließen sich, gemeinsam in Lüthis Berghütte zu ziehen und dort zu leben.

## Ausgaben
Bergkristall erschien zunächst 1930 im Verlag Friedrich Reinhardt in Basel. 1941 wurde eine „Volksausgabe“ bei Bertelsmann in Gütersloh aufgelegt. Eine französische Übersetzung erschien 1942 unter dem Titel La lueur bleue („Das blaue Leuchten“) in Genf; der Roman wurde auch ins Niederländische (Bergkristal) und Spanische (Luz azul) übersetzt.

## Vorlage für Riefenstahls Film
Die Handlung des zwei Jahre nach dem Erscheinen des Buchs entstandenen Films Das blaue Licht von Leni Riefenstahl weist offensichtliche Ähnlichkeiten mit Bergkristall auf: der Maler, das blaue Leuchten, die Bergkristallhöhle sowie eine Reihe von Handlungsmotiven. Riefenstahl behauptete damals, sie habe auf einer Wandertour in den Dolomiten in einem Bergdorf eine Legende gehört, die sie zu dem Film inspiriert habe. Der Film enthält auch keinen Hinweis auf die literarische Quelle, sondern nennt lediglich Riefenstahl und Béla Balázs als Drehbuchautoren. Arnold Fanck, der bereits 1926 mit Riefenstahl den Film Der heilige Berg gedreht hatte, ebenfalls nach einem Roman von Renker (Heilige Berge, 1921), wies jedoch später auf Bergkristall als die Vorlage des Blauen Lichts hin.